# Міляноваць
45°31′ пн. ш. 17°13′ сх. д. / 45.52° пн. ш. 17.22° сх. д.
Міляноваць (хорв. Miljanovac) — населений пункт у Хорватії, у Б'єловарсько-Білогорській жупанії у складі громади Сірач.

## Населення
Населення за даними перепису 2011 року становило 160 осіб.
Динаміка чисельності населення поселення: